# ルイ・ヴァン・ベートーヴェン (映画)
ルイ・ヴァン・ベートーヴェン (Louis van Beethoven) は、ベートーヴェン生誕250周年を記念して制作された、ニキ・シュタイン監督による伝記映画。世界的に有名な作曲家の人生の物語を、さまざまな視点から光を当てて描く。映画のタイトルは、ベートーヴェンが若い頃に用いた呼び名である。

## ストーリー
映画は、ベートーヴェンの晩年と若い頃ボンで暮らした日々との間を行き来して描く。トビアス・モレッティが演じる大人のベートーヴェンは、すでに聴覚に障害が出ており、不機嫌で要求の多い人物である。ピーター・ルイス・プレストンが演じるベートーヴェンの甥カールが自殺未遂を図った後、ベートーヴェンはカールを伴ってグナイクセンドルフへ行き、弟ヨハンの家を訪れる。そこで、ルイは絶えず周囲の人間と衝突する。これらのことを背景に、作曲家の若い頃の日々の記憶が描かれる。

幼い頃過ごしたボンでは、コリン・ピュッツが演じるルイは、音楽の神童であった。父親は、息子を新たなモーツァルトにしようと夢見て彼に練習を強要した。若いベートーヴェンは、ケルン選帝侯宮廷の歌手であった父親の伝手で、他の音楽家達の指導を受けるようになる。また彼は、ザビン・タンブレアが演じる地元の俳優トビアス・ファイファーと知り合い、ファイファーはベートーヴェン一家と同居する。
青年へと成長するうちに、アンセルム・ブレスゴットが演じるルイは、音楽家として成長を続ける。彼は母親を失って苦しみ、父親は喪失感から絶望とアルコール依存症へと追いやられる。フォン・ブロイニング家の庇護を受けるようになり、若い作曲家は、カロリーネ・ヘルヴィヒが演じるエレオノーレ・フォン・ブロイニングに恋をする。しかし、ブロイニング家の社会的地位より下の階級の彼にとっては、禁じられた恋であった。
映画の中でベートーヴェンが生きた時代の雰囲気を再現するため、現代のピアノ製作者ポール・マクナルティが製作したピリオド楽器のレプリカを数台使用している。